# 侯赛因·卡希德
侯赛因·卡希德（土耳其語：Hüseyin Cahit Yalçın，1875年12月7日—1957年10月18日）是土耳其的作家、记者、翻译家，於1896年自安卡拉大學政治學院畢業，與泰夫菲克·菲克雷特合作發行Tanin報。後加入聯合進步委員會，並擔任該組織伊斯坦堡區的議會代表，331事件中他被逮補並流放至馬爾他，在該處習得英文與義大利文。1939年，侯赛因·卡希德開始從政，擔任伊斯坦堡與卡爾斯選區的國會議員至1950年，並曾擔任另一報紙Ulus的主編直到逝世。他的作家生涯始於15歲（1892年）時，發表了一本題為"Nadide"的小說，以當時鄂圖曼帝國的上流社會為主題。